# Ashford Mansion
Ashford Mansion, auch Ashford House genannt, ist ein im Stil des Colonial Revival erbautes Haus in Ashford im US-Bundesstaat Washington.
Ashford Mansion wurde 1903 aus Douglasienholz gefertigt, ebenso das dreiseitige Vordach und die Veranden auf beiden Seiten des ersten Obergeschosses. Bauherrin Cora Ashford gab nicht nur dem Ashford Haus den Namen, sondern auch der nahegelegenen Stadt Ashford in Pierce County. Von 1903 bis 1967 verblieb das Haus in Familienbesitz, nach dem Verkauf wurde es als Wohnsitz und Bed and Breakfast genutzt.
Am 30. August 1984 wurde das Ashford House unter der Referenznummer 84003560 in das National Register of Historic Places aufgenommen.